# Dance D-Vision
Dance D-Vision is een jaarlijks festival voor dance, dat gehouden wordt op een weide aan de Bevegemse Vijvers in het Oost-Vlaamse Zottegem. Het festival werd voor het eerst georganiseerd in 2011 en trekt gemiddeld zo'n 25.000 bezoekers. Door de coronapandemie gingen de edities in 2020 en 2021 niet door. Vanaf editie 2024 heeft het festival een nieuwe organisatie. 
Artiesten die optraden op Dance D-Vision zijn onder andere Regi, Kraantje Pappie, Shameboy, Dada Life, Lasgo, Sylver, X-TOF, Paris Avenue, Tocadisco, Robert Abigail, Dimitri Vegas & Like Mike, Lil' Kleine, John Dahlbäck, Mattn, Vengaboys, Fedde le Grand, Bingo Players, Jebroer, Gers Pardoel en Craig David.